# Nibuwakharka
Nibuwakharka – gaun wikas samiti w zachodniej części Nepalu w strefie Gandaki w dystrykcie Syangja. Według nepalskiego spisu powszechnego z 2001 roku liczył on 817 gospodarstw domowych i 4568 mieszkańców (2461 kobiet i 2107 mężczyzn).